# Autremencourt
Autremencourt es una comuna francesa, situada en el departamento de Aisne, de la región de Alta Francia.

## Demografía
| 191 | 193 | 152 | 149 | 125 | 162 | 166 | 170 |
| Para los censos de 1962 a 1999 la población legal corresponde a la población sin duplicidades (Fuente: INSEE [Consultar]) |     |     |     |     |     |     |     |